# Malapterurus oguensis
Malapterurus oguensis es una especie de peces de la familia Malapteruridae en el orden de los Siluriformes.

## Morfología
• Los machos pueden llegar alcanzar los 21,5 cm de longitud total y las hembras 20.
- Número de  vértebras: 38-40.[1]

## Hábitat
Es un pez de agua dulce.

## Distribución geográfica
Se encuentran en África: desde el Camerún hasta el Gabón.